# Tachopteryx thoreyi
Genre
Espèce
Statut de conservation UICN

 LC  : Préoccupation mineure
Tachopteryx thoreyi est la seule espèce de son genre dans famille des Petaluridae appartenant au sous-ordre des Anisoptères dans l'ordre des Odonates .

## Description
Cette libellule robuste a une coloration grise avec des motifs noirs. L'adulte mesure entre 7 et 8 cm de longueur. La femelle et le mâle ont une coloration identique.

## Répartition
T. Thoreyi est native de la Côte Est des États-Unis. Elle est présente du Texas jusqu'à la côte Est de la Floride et jusqu'au Nord de l'état de New York.

## Habitat
Les adultes se reproduisent dans les rivières et les étangs forestiers. On retrouve les larves dans les dépressions à substrat organique (feuilles, épines de conifère, vase, etc.).